# Пратарена (Рим)
Пратарена је насеље у Италији у округу Рим, региону Лацио.
Према процени из 2011. у насељу је живело 95 становника. Насеље се налази на надморској висини од 734 м.